# فرودگاه بین‌المللی پرزیدانت نیکولو لوباتو
 فرودگاه بین‌المللی پرزیدانت نیکولو لوباتو (به انگلیسی: Presidente Nicolau Lobato International Airport) (به زبان بومی: Aeroporto Internacional Presidente Nicolau Lobato) یک فرودگاه همگانی با کد یاتا DIL است که یک باند فرود آسفالت دارد و طول باند آن ۱۸۴۹ متر است. این فرودگاه در شهر دیلی کشور تیمور شرقی قرار دارد و در ارتفاع ۸ متری از سطح دریا واقع شده است.

## شرکت‌های هواپیمایی و مقصدهای پروازی

### مسافری
| شرکت‌های هواپیمایی               | مقصدهای پروازی            |
| ------------------------------- | ------------------------- |
| ایرنورث                         | داروین                    |
| ایر تیمور اجرا توسط سیلک‌ایر     | چانگی سنگاپور             |
| سیتیلینک                        | انگوراه رای، سوئکارنو-هتا |
| Sriwijaya Air                   | انگوراه رای               |
| Sriwijaya Air اجرا توسط NAM Air | انگوراه رای               |

1. ↑  Citlink Flight From Jakarta Are Stop/Transit In Denpasar.